# North End (metrostation)
North End (veelal Bull and Bush genoemd)  is een nooit voltooid ondergronds station aan de Northern Line van de metro van Londen. Het station zou zijn gebouwd in North End op de grens van Hampstead Heath en Golders Hill Park en bevindt zich tussen Hampstead en Golders Green.

## Geschiedenis

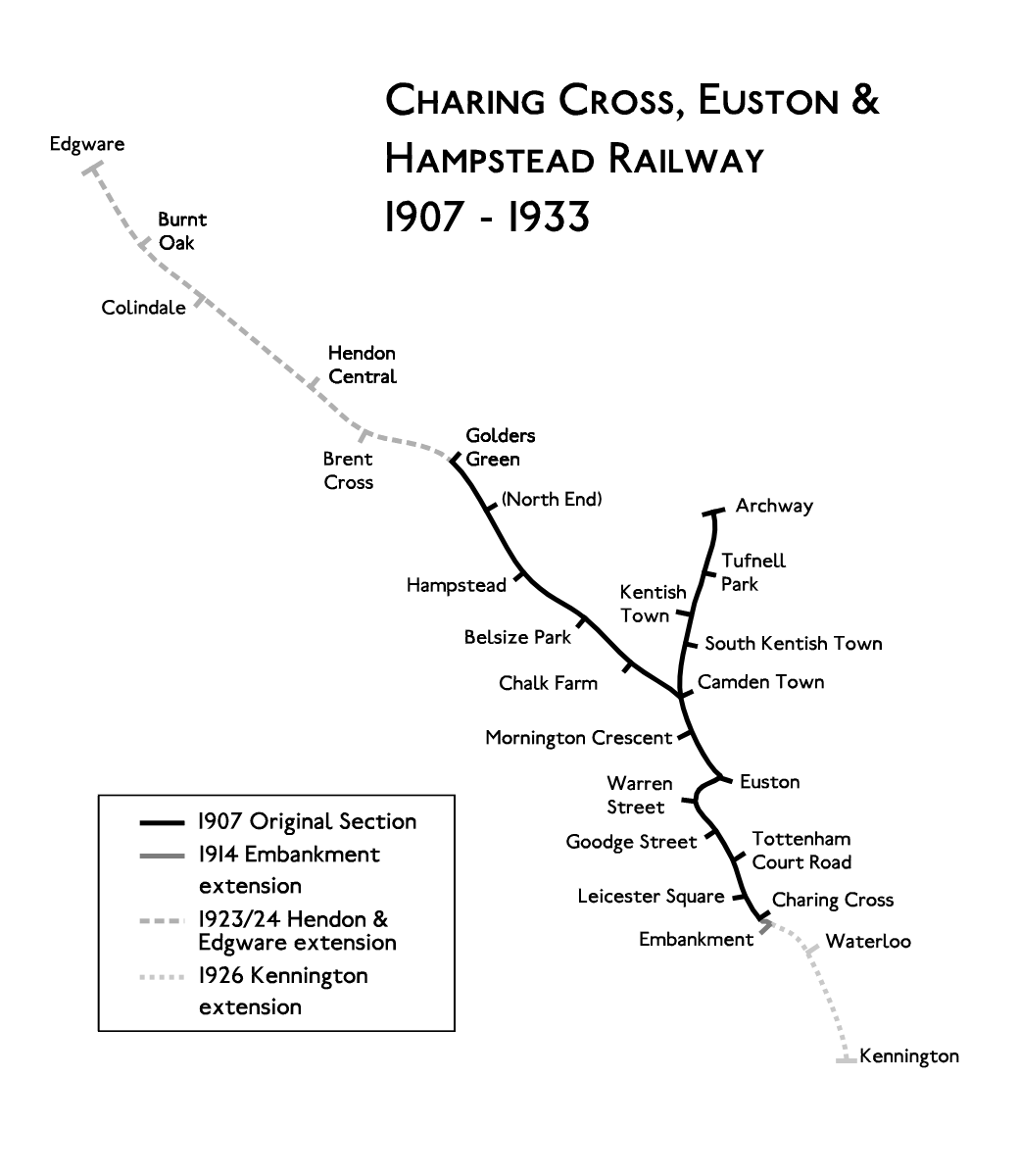
De CCE&HR

De oorspronkelijke concessie voor de bouw van de Charing Cross, Euston en Hampstead Railway (CCE&HR) was verleend met de  Charing Cross, Euston en Hampstead Railway Act uit 1893. Hierin was Hampstead als noordelijk eindpunt opgenomen. De financiering van het project kwam echter niet van de grond zodat er tot het begin van 20e eeuw geen enkele bouwactiviteit had plaatsgevonden. In 1900 werd het bedrijf opgekocht door een syndicaat onder leiding van de Amerikaanse financier Charles Yerkes. Na de overname werden de plannen herzien waarbij een verlenging van de lijn verder naar het noorden werd voorgesteld. Het syndicaat had het oog laten vallen op de landbouwgrond rond Golders Green voor vastgoedontwikkeling. Het doortrekken van de tunnel onder de heide, Hampstead Heath, zou dit gebied een aansluiting op de Underground bieden en tevens de bouw van een depot aldaar mogelijk maken. 
De nieuwe voorstellen stuitten op sterke tegenstand van inwoners van Hampstead en gebruikers van de heide die vreesden dat de aanleg van tunnels de vegetatie op de heide nadelig zou beïnvloeden.  De gemeente Hampstead had aanvankelijk ook bezwaren maar trok die in en de parlementaire goedkeuring volgde met een wijziging van de  Charing Cross, Euston en Hampstead Railway Act in 1903. Een van de voorwaarden voor de verlenging was de bouw station op North End aan de Hampstead Way. Het station moest een nieuwe woonwijk bedienen die langs het noordelijke deel van de heide zou worden gebouwd. In 1904 werd het terrein echter door Henrietta Barnett gekocht die de landbouwgronden gebruikte om de heide aan de noordzijde te vergroten tot aan de Hampstead Garden Suburb, een voorstad die ze samen met haar man ontwikkelde en vanaf 1906 is aangelegd. 
De bouw van de tunnel was in 1903 begonnen. Ter hoogte van het beoogde station werd een grotere diameter gehanteerd voor de perrons en werden toegangstunnels aangelegd. Het afblazen van de nieuwe woonwijk betekende echter ook dat het aantal reizigers dat het station zou gebruiken aanzienlijk zou verminderen. De bouw van het station werd dan ook in 1906 stilgelegd voordat met de liftschachten en het stationsgebouw was begonnen.
Op 22 juni 1907 begon de reizigersdienst op de CCE & HR waarbij het onvoltooide station zonder te stoppen werd gepasseerd. Tijdens de Tweede Wereldoorlog werden de perrons en de toegangstunnels gebruikt om geheime archieven op te slaan. Deze archieven waren alleen toegankelijk met diensttreinen. De schacht van straatniveau naar de ondergrondse toegangstunnels werd pas gegraven tijdens de Koude oorlog. Het station werd toen onderdeel van de civiele verdediging van de Londense metro. Als diepst gelegen station was dit de ideale plek voor een bedieningscentrum van de waterkeringen die aan het begin van de Tweede Wereldoorlog in de metrotunnels waren geplaatst. Bovengronds was het gebouw gecamoufleerd als elektriciteitshuisje inclusief de bijbehorende bebording. De uitgangen van de perrons zijn tegenwoordig gemarkeerd als nooduitgang van de metro en het gebruik wordt nu openlijk toegegeven.    
Door de ligging onder een heuveltop zou het station, met 67 meter onder de grond, het diepst gelegen station van het net zijn geweest, deze eer heeft nu het aangrenzende station Hampstead in het zuidoosten. De gangbare naam van het station is afgeleid van de beroemde nabij gelegen herberg Bull and Bush.